# 청자 양각연화당초 상감운학문 완
청자 양각연화당초 상감운학문 완(靑磁 陰刻蓮花唐草 象嵌雲鶴文 碗)은 연꽃과 덩굴무늬를 양각으로, 구름 위를 노니는 학 무늬를 상감 기법으로 새겨 넣은 고려청자 대접이다. 대한민국 호암미술관 소장이며, 1990년 5월 21일 대한민국의 보물 제1024호로 지정되었다.

## 개요
고려시대 만들어진 청자 대접으로 높이 5.0cm, 아가리 지름 16.2cm, 밑지름 4.4cm의 크기이다.
몸체가 부드럽게 벌어져 올라가다 위에서 바깥쪽으로 약간 휘어진 것이 전체적으로 날렵하게 되었으며, 그릇의 두께도 얇아 뛰어난 세련미를 보인다. 대접의 안쪽에는 얕고 정교하게 양각된 연꽃과 덩굴무늬가 옆면을 따라가면서 잔잔하게 베풀어지고, 아가리 아래에도 양각된 덩굴무늬 띠를 새겼다.
바깥 면에는 몸체의 아래 위에 두 줄씩 흰색 상감선을 둘러 띠를 만들고, 그 사이에 운학문을 상감하였다. 이 무늬는 구름과 학이 각기 독립되어 시원스럽게 표현되었는데, 삼감청자 전성기에 운학(雲鶴)이 뒤섞여 조밀한 구성을 보이던 것과는 차이가 있다. 상감기법도 얕으면서 붓으로 그린 듯 자연스럽게 처리되고 있다. 바탕 흙은 약간 짙은 회청색에 표면은 맑고 투명한 푸른 빛깔을 머금고 있으며, 전면에 가는 빙렬이 보인다.
하나의 기물의 안팎에 양각과 상감이라는 다른 기법이 동시에 베풀어진 보기 드문 예로 모양과 무늬가 우수할 뿐아니라, 상감청자의 초기 상황을 이해하는데 좋은 자료이다.

## 같이 보기
- 청자

## 참고 자료
- 청자 양각연화당초 상감운학문 완 - 국가유산청 국가유산포털